# Chicoreus orchidiflorus
Chicoreus orchidiflorus is een slakkensoort uit de familie van de Muricidae. De wetenschappelijke naam van de soort is voor het eerst geldig gepubliceerd in 1973 door Shikama.